# لامینیتا (تگزاس)
لامینیتا (به انگلیسی: La Minita) یک منطقهٔ مسکونی در ایالات متحده آمریکا است که در شهرستان استار، تگزاس واقع شده‌است. لامینیتا ۱۷۱ نفر جمعیت دارد.